# Haplolambda
Haplolambda es un género de Pantodonto de la familia Barylambdidae que vivió en América del Norte durante el Paleoceno hace entre 56,8-55,8 millones de años. Contiene dos especies: H. quinni que se han encontrado restos en Colorado y H. simpsoni y en Utah.